# Gossip (film)
Gossip (på dansk også kendt som Sladder) er en svensk dramedyfilm fra 2000 skrevet og instrueret af Colin Nutley. Filmen har blandt andre Helena Bergström, Pernilla August og Brasse Brännström i hovedrollerne.

## Handling
Ni kvindelige skuespillere følges fra morgen til aften, på arbejde og i deres fritid, under filmindspilninger, forberedelser og teateroptrædender. De kæmper alle om at få hovedrollen i en genindspilning af Dronning Christina (1933).

## Medvirkende
- Harriet Andersson som Camilla Steen
- Helena Bergström som Stella Lindberg
- Suzanne Reuter som Alexandra Furustig
- Lena Endre som Rebecca Olsson-Frigårdh
- Stina Ekblad som Eivor Pellas
- Brasse Brännström som Rolf Andersson
- Peter Haber som Gregor Becklén
- Ewa Fröling som Georgina Seth
- Mikael Persbrandt som Åke Frigårdh
- Margaretha Krook som Ingrid Seth
- Marika Lagercrantz som Karin Kalters
- Pernilla August som Molly Fischer
- Rolf Lassgård som Magnus Wiktorsson
- Roger Pontare som sig selv
- Johan Rabaeus som Claes-Mikael Reuter
- Marie Richardson som Cecilia Falck
- Gunilla Röör som Git Jeppson
- Per Svensson som taxichauffør
- Johan Widerberg som Alexander
- Rikard Wolff som Karl-Johan Steen